# 沃斯克列先诺夫卡村委员会
沃斯克列先诺夫卡村委员会（俄语：Воскресеновский сельсовет）是俄罗斯联邦阿穆尔州米哈伊洛夫卡区所属的一个村委员会。其下辖有4个居民点，行政中心为沃斯克列先诺夫卡。据2016年统计，该村委员会的人口为478人。